# 디노세팔로사우루스

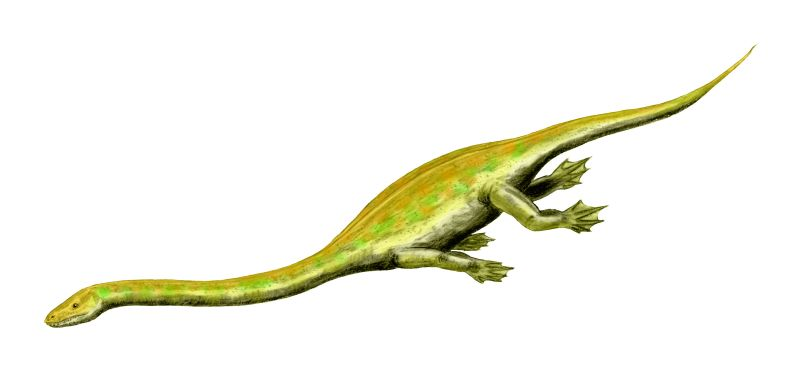

디노세팔로사우루스(학명:Dinocephalosaurus orientalis)는 기룡목 타니스트로피아과에 속하는 기룡이다. 지금은 멸종한 종으로서 전체적인 몸길이가 3m인데 이는 기룡에서는 중형급의 몸을 가진 종이 된다.

## 특징
디노세팔로사우루스는 프로토로사우루스의 몸길이가 최소 3.5m(11ft)에 달하며 타니스트로페우스의 몸길이는 최대 3m(9.8ft)에 불과했다. 알려진 표본들은 두개골이 융합되어 있고 청소년 타니스트로페우스에게서 보이는 여러 개의 주름진 이빨이 없다는 점을 고려하면 아마도 성숙했을 것이다. 타니스트로페우스와 마찬가지로 디노세팔로사우루스는 몸통(꼬리를 제외한 1m(3피트 3인치))에 비해 유난히 긴 목(길이 1.7m)을 갖고 있다. 디노세팔로사우루스의 두개골은 낮고 좁으며 타니스트로페우스의 두개골에 비해 긴 프리맥실라와 맥실라가 있다. 프리맥실라와 맥실라 모두 무테로벤트랄(앞쪽 하단) 코너에서 만나 콧구멍의 경계에 기여하는데 콧구멍은 눈구멍 앞의 주둥이를 따라 확장되는 긴 휴회의 앞쪽(앞쪽) 끝에 위치한다.(항뇌우울증) 두 개의 코뼈의 아래쪽 여백에는 각각 5개의 긴 치아와 12개의 손톱과 같은 치아가 늘어서 있다. 세 번째 치아와 네 번째와 다섯 번째 치아는 분명히 송곳니와 같다. 아래턱에는 15개의 보존된 치아가 있는데 그 중 3개는 송곳니 같은 것이다. 이에 비해 성인 타니스트로페우스의 치아는 날카로운 피그인 반면 청소년기의 치아는 삼추체(삼추체)이다. 타니스트로페우스와 디노세팔로사우루스는 각기 다른 방법으로 극도로 긴 목을 완성했다. 타니스트로페우스의 목은 13개의 긴 경추로 구성되어 있는 반면 디노세팔로사우루스의 목은 길쭉하지 않은 최소 27개의 경추로 구성되어 있다. 디노세팔로사우루스의 27개의 척추뼈 중 가장 긴 것은 19번째 척추뼈로 길이는 약 91mm(3.6인치)이다. 이에 비해 중국의 타니스트로페우스 표본에서 가장 긴 척추뼈는 길이가 248mm(9.8인치)인 9번째와 10번째 표본이다. 게다가 디노세팔로사우루스의 경추에는 타니스트로페우스와 달리 속이 비어 있지 않다. 디노세팔로사우루스와 다른 원생동물을 구별하는 경추의 추가적인 특징으로는 낮은 키와 같은 신경 가시가 있으며 척추의 앞뒤(후방) 관절 표면 모두 오목(암피코엘러스)이 있다. 처음 열 개의 척추뼈에서는 아래쪽 여백도 오목하게 된다. 길고 가느다란 경추 늑골은 척추체가 없는 정면 돌출부를 가지고 있는데 이 역시 디노세팔로사우루스 특유의 것이다. 이 갈비뼈는 목과 다리를 따라 정렬되어 있으며 목 앞쪽의 2, 3개의 연속된 관절에서 뒷목의 5 또는 6개에 이르는 다연속 척추관절을 따라 정렬되어 있다. 척추뼈와 늑골의 관절에 대한 뚜렷한 과정이 없어 보인다. 디노세팔로사우루스의 몸통에는 적어도 26개의 척추뼈가 있다. 디노세팔로사우루스에서는 요추, 즉 갈비뼈가 부족한 줄기의 척추뼈가 없는 것으로 보인다. 천골과 꼬리의 늑골도 그에 상응하는 척추뼈와 융합되지 않은 것으로 보인다. 디노세팔로사우루스의 각 위장은 타니스트로페우스와 마찬가지로 4개 원소가 아닌 3개 원소로 구성되어 있는데 디노세팔로사우루스는 중간선에 1개 원소가 있을 뿐이고 타니스트로페우스는 2개의 원소가 결합하여 중간선 바를 이루고 있다는 점에서 차이가 있다. 디노세팔로사우루스는 비교적 큰 다리가 날개가 달린 발처럼 끝이 났다. 앞줄과 뒷줄은 앞줄기가 훨씬 작은 타니스트로페우스와는 달리 길이가 거의 같다. 타니스트로페우스, 마크로크네무스, 랑고바르디사우루스 등 대부분의 원생동물은 육지 생활에 적응한 팔다리가 상대적으로 오즈화된 반면 디노세팔로사우루스의 건장한 팔다리는 오즈화가 잘 되지 않아 노토룡과 닮았다.수근골 중 오순화 된 것은 6개뿐이며 이와 유사하게 타르살뼈 중 3개만 오순화된다. 덧붙여 아스트라갈루스와 칼카네움도 발목에서 서로 발작하지 않고, 대신 단순하고 둥근 오션을 형성한다. 이러한 특성은 아마도 네오티닉일 것이며 이것은 유사하게 많은 다른 수중 테트라포드에서 발견되는 특성의 특징을 나타낸다. 타니스트로페우스도 네오티닉일 가능성이 높지만 이 질환의 극치에서는 디노세팔로사우루스에게 접근하지 않는다. 디노세팔로사우루스의 발에는 몇 가지 다른 특이한 특징들이 존재한다. 타니스트로페우스와 대부분의 다른 원생공룡과는 달리 디노세팔로사우루스의 5번째 메타타르살은 갈고리 대신 단순하고 곧은 것이다. 타니스트로페우스는 단지 상단 끝에서 약간 두꺼워진 다섯 번째 메타타르를 가지고 있을 뿐이며 다섯 번째 자리에는 다른 메타타르와 다르게 작용하지 않는 긴 팔라넥스를 추가로 가지고 있다. 발의 3번째 자리에는 4개의 팔랑어가 있지만 그 중 단자 발톱으로 보이는 것은 하나도 없어 디노세팔로사우루스가 3번째 자리에는 평균보다 높은 5개의 팔랑어 수를 가지고 있었음을 시사한다. 디노세팔로사우루스의 유형 표본은 2002년에 중국 구이저우시 판시안 현 신민구 양주안 마을에서 현장조사를 하던 중 처음 발견됐다. 턱의 왼쪽이 빠진 거의 완전한 두개골과 연관된 경추 몇 개로 구성되어 있다.이후 수집번호 IVPP V13767로 중국 베이징의 척추동물 고생물학 및 고인류학 연구소(IVP)에 저장되었고 그 표본을 기술하는 연구 논문은 IVPP 고생물학자 천 리에 의해 저술되어 2003년 12월에 액타 지로니카 시니카가 출판하였다. 같은 위치에서 발견된 두 번째 표본은 꼬리만 부족한 부분 관절형 골격을 나타낸다. IVP에 저장되는 것과 마찬가지로 시료도 수집 번호 IVPP V13898이 있다. 이 표본은 2004년 9월 사이언스가 발표한 리, 올리비에 리펠, 마이클 라바베라가 쓴 짧은 서신에서 설명되었다. 이후 리펠, 리, 니콜라스 프레이저에 의해 2008년 척추동물 고생물학 저널에 더 자세한 설명이 발표되었다. 이들 표본이 발원한 팬시안 지역성은 애니스안(중간 트라이아스기) 구아넬링 포메이션의 회원 2의 일부로서 처음에는 2억 3천만 년으로 생각되었지만 우라늄 납 연대를 기준으로 가장 최근에는 2억 4천 ± 130만 년으로 날짜가 잡혔다. 이 지역의 주요 퇴적물은 회색에서 짙은 회색까지 석회암과 돌로마이트와 벤토나이트 침대가 포함된 체리 석회암으로 구성되어 있다. 디노세팔로사우루스는 전통적으로 상부 파충류 지평선(87~90층)에 배정된 얇은 석회암층인 팬시안 퇴적물 90층에서 특히 발견되었다. 더 아래에는 중간 파충류 (81–85)와 하부 파충류 (77–79) 호라이즌이 있다. 그 후에 디노세팔로사우루스 표본이 조금 더 오래된 루오핑 지역성에서 추가로 발견되었는데 이는 코노돈트 생물인 바이오스트래티그래파와 예비 방사선 연애를 기준으로 2억 4천 4백만 년까지 거슬러 올라간다. 이 표본은 중국 윈난시 뤄핑 현 다와지 촌 근처에 위치한 침전물인 루오핑 지방 74번 침상에서 유래되었다.74번 침대는 67번 침대로 아래쪽으로 확장되는 규수성 석회암과 규수성 석회암 층이 더 두꺼운 층으로 혼합된 얇은 다크 그레이 마이크로틱 석회암 층으로 구성된 구역의 일부다.한 특별한 표본은 배아의 복부 부위에 배아를 포함하고 있으며 그 중 경추, 전림, 그리고 몇 가지 다른 요소들이 보존되어 있다. 그것은 2008년에 수집되었다. 풍화작용은 이미 시료를 3블록으로 나누었고 그 틈새들은 현대 토양으로 채워졌다. 그 후 시료는 중국 지질조사국의 청두 센터로 옮겨졌고, 그곳에서 채취번호 LPV 30280으로 준비하여 보관하였다.이어 준 류, 크리스 오르간, 마이클 벤튼, 매튜 브랜들리, 조너선 애치슨이 집필한 시료에 대한 설명이 네이처 커뮤니케이션즈에서 2017년 2월에 정식으로 출간됐다. 리 교수는 2003년의 서술에서 딘-("끔찍한"), 세팔로-("머리"), 사우르("마법사")의 뿌리를 결합하여 디노세팔로사우루스라는 속명을 만들었다. 리에 따르면 이 이름은 홀형의 "괴상한 두개골"을 가리킨다. 한편 종 이름은 테티스 해의 동쪽 부분이 되었을 타니스트로페아과(Tanystropheae) 당시 유일하게 알려진 기록을 나타내는 D. 오리엔탈리스("동쪽")에서 유래되었다. 디노세팔로사우루스의 긴 목은 아마도 기능적인 역할을 했을 것이다.특히 목의 길이는 머리와 몸의 나머지 부분 사이에 긴 거리를 둔다. 이것은 디노세팔로사우루스가 대부분의 부피가 감지되지 않고 잠재적 먹이에게 접근할 수 있게 해주었을 것이며, 이것은 서식지의 어두운 물에서 효과적일 것이다. 디노세팔로사우루스는 또한 흡착식품을 통해 먹이를 잡기 위해 목을 사용했을지도 모른다. 목을 옆으로 구부린 후(경추 늑골의 호리호리함에 의해 촉진되었을 것이다.) 목을 곧게 펴는 행위는 갈비뼈에 붙어 있는 목 근육의 작용으로 인해 경추 늑골이 바깥쪽으로 놀게 되었을 것이다. 머리가 앞으로 쓸려갈수록 식도의 부피가 증가하여 석션되었을 것이다. 일단 먹잇감이 잡히면 송곳니 같은 이빨이 먹잇감을 입에 단단히 고정시켰을 것이다. 다른 수중암호테와 마찬가지로 디노세팔로사우루스는 루오핑으로부터 LPV 30280의 복부 부위에서 퍼레이드 물고기가 보존되어 있다는 것을 증명하듯 먹이를 머리부터 삼키고 소화했을 것이다. 디노세팔로사우루스가 긴 목을 세로로 늘려 호흡에 사용했을 가능성은 크지 않다. 만약 그렇게 하려고 했다면 표면과 몸통 사이의 압력의 차이가 충분히 극심하여 폐가 부풀어 오르지 않았을 것이다. 따라서 숨을 쉬기 위해서는 디노세팔로사우루스가 거의 수평의 목으로 표면에 접근해야 할 것이다. 목의 수평 자세는 또한 그것의 긴 프로필이 그것의 "헐 길이"를 증가시키고 파도에 의한 저항의 영향을 감소시키기 때문에 표면에서의 이동을 촉진시켰을 것이다. 디노세팔로사우루스는 원생 공룡들 사이에서 수생 적응의 절정을 상징한다. 긴 목과 노끈 같은 팔다리로 보아 지상 환경에서는 아마 편안하게 기능할 수 없었을 것이다. 이러한 적응의 한 가지 결과는 디노세팔로사우루스가 육지에 둥지를 틀 수 없었을 것이라는 것이다.이것은 또한 그것이 단단한 껍질을 가진 파충류 알을 소유하는 것을 막았을 것이다. 그러한 알들은 외부 환경과 가스를 교환할 필요가 있고 이 과정은 공기 중에 있는 것보다 물에서 현저하게 느리다. 따라서 디노세팔로사우루스는 난소성일 수 없었다. 그러나 동시에 대룡은 살아있는 구성원들 사이에서 생동감 있는 즉 살아있는 출산이 전혀 없는 것으로 알려져 있다. 루오핑에서 LPV 30280 안에 보존된 디노세팔로사우루스의 배아 개인은 몇 가지 이유로 그와 같은 것으로 확인될 수 있다. 첫째로 그것은 전적으로 성인의 체강 내에 둘러싸여 있다.어른과 마찬가지로 긴 경추 늑골은 성인의 등뼈 척추뼈와 같은 방향을 향하고 있는데, 이는 양수동물 중 먹이를 삼키는 일반적인 머리 우선 방법과 모순된다. 그것은 또한 목덜미가 앞쪽으로 구부러진 상태로 보존되어 있는데 척추동물 배아 사이에서는 볼 수 있지만 일반적으로 목덜미가 위로 구부러진 성인 디노세팔로사우루스 표본은 아니다. 배아에 있는 앞줄기와 관련된 손의 부재는 보존의 유물이 될 수도 있지만 사두골의 사지뼈가 오슬오슬해지는 순서 때문일 수도 있다. 비록 배아의 존재는 이 문제에 대해 모호할 것이지만 배아가 보존된 조건은 디노세팔로사우루스가 생체적이라는 강력한 증거를 제공한다. 루오핑에 있는 다른 동물들로부터 섬세하게 보존된 석회화 원소가 존재함에도 불구하고 배아를 둘러싸고 있는 석회화 알 껍질은 보존되어 있지 않다. 이것은 생동감 있는 파충류의 배아를 둘러싸고 있는 알껍질이 비계산 세포막인 것과 일치한다. 더욱이, 배아에 있는 상완골과 섬유질의 상대적인 비율은, 판시안의 산모 개인과 IVPP V13898과 비교하여 배아가 어미 크기의 약 12%라는 것을 나타낸다. 이것은 오식화된 뼈와 결합하여 악어, 새, 거북이, 그리고 투아테라는 매우 초기 발달 단계에서 알을 낳았다는 것을 보여준다. 전체적으로 배아에 의해 제공된 증거는 디노세팔로사우루스가 생동감 있다는 것을 암시하며 이것은 아마도 메트리오린치드로부터 나온 최초의 생체성 대구체형이다. 이는 천골 늑골이 천골에서 분리되는 것과 일치하는데 이는 출산 시 기능할 수 있었던 이동성 골반을 나타낸다. 생동감 있는 대룡의 부재는 역사적으로 공룡 줄기 연대에서 물려받은 일반적인 속성에 기인하는 반면 디노세팔로사우루스가 생동감 있다는 발견은 이러한 현상이 혈통 특유의 생활 제한 때문이라는 것을 시사한다. 비록 사는 서식지 중 번식기에 짝짓기의 시스템과 과거와 거북이의 유전성호환으로 계통 모델링을 사용하여 다양하다는 디노세팔로사우루스하고 이 시스템으로 전환을 용이하도록 초기 연구에서 유전자형 성의 결정의 기초 조건을 유지하고 있음을 시사한다. 한생동감과 더불어 의무적으로 해양 생활 양식이다. 적어도 미들 트라이아스기가 끝날 때까지 높은 해수면은 오늘날 안정된 양쯔 크라톤과 덜 안정된 남중국 폴드 벨트로 구성된 지각판인 남중국 블록의 많은 부분을 얕게 덮을 수 있었다. 남중국 블록의 4대 육지로서 서쪽으로는 캄디안, 중앙으로는 장난, 남쪽으로는 윤카이, 동쪽으로는 카타르시스의 4대 육지를 형성하는 인도시니아 오로니오젠이 산악 지형을 이루고 있다. 섬 사슬도 동쪽의 윤카이와 카타르 사이에 뻗어 있었다. 캄디안과 장난 사이에 위치한 깊은 해양 분지는 난판장 분지로 알려져 있다. 이 분지의 서쪽 가장자리를 따라 화석을 함유한 퇴적물이 놓여져 지금의 판시안, 루오핑, 그리고 다른 지역의 라거스테텐(모범적인 보존이 특징인 침전물)이 되었다. 판시안에서는, 토착화된 해양 파충류 동물에 변화가 있었던 것으로 보이며 화산 활동으로 인한 것일 수도 있다.이 화산활동은 중간과 상부 파충류 지평선 사이에 벤토나이트 층이 존재하여 나타난다. 상부 파충류 지평선 아래쪽에서부터, 비록 후자의 화석이 단편적이지만 유비쿼터스한 미사룡 어류공룡 믹소사우루스 판시아넨시스(모든 층에서 발생한다), 파키플루로사우루스(Pachypleurosaurs), 게이추사우루스의 화석이 발견되었다. 그리고 우민고사우메고사우메안디볼리스(Wumengaursaursularis)의 화석이 이곳에서 발견되기도 한다. 그외에도 이곳에선 팔라로돈, 신미노사우루스, 플라코돈티아, 플라코도스의 화석도 발견되었으며 리리오사우루스, 노토사우루스, 첸노수쿠스, 비발리아, 소우리치목의 화석이 함께 발견되었다. 루오핑의 동물원(pauna)은 현장에 존재하는 산화성 퇴적물로 미루어 볼 때 주변 개방수 대신 작은 폭포형 유역에 보존된 것으로 보인다.[9]루오핑에서 발견된 1만9759점의 표본 중 93.7%는 절지동물(디카포드, 이소포드, 게처럼 생긴 사이클로이드, 새우처럼 생긴 미수대, 조개새우, 배척동물 등)과 희귀한 맷집게, 편자게 등이다. 이에 비해 해양 파충류에서 채취되는 표본은 0.07%에 불과하며 이 중에는 미사우루스의 화석이 발견되었다. 그외에 판시아넨시스, 디아노파치사우루스 딩기, 시노사우로스파르기스 융위엔시스, 대공룡 등이 포함된다. 그렇지 않으면 루오핑에서 사우리크시드, 팔래오니스키드, 버거리이드, 퍼레이드, 유우나티스, 세미오노티드, 포올리돌피드, 펠톨로폴루스, 실러캔스 등 어류가 발견돼 9개과에 25개씩 화석의 3.66%를 형성하고 있다. 암모노이드, 베렘노이드와 함께 쌍발자루, 위스트로포드와 같은 연체동물이 시료의 1.69%를 차지한다. 희귀하고 아마도 비독성적인 화석들 또한 크리노이드, 불가사리, 성게와 같은 에치노데름, 브랜치오팟, 그리고 비교적 완전한 침엽수 가지와 잎을 포함하고 있는데 아마도 10km(6.2mi)도 채 떨어지지 않은 해안 숲에서 유래했을 것이다. 분류학적으로 보면  디노세팔로사우루스("끔찍한 머리 파충류"라는 뜻)는 중국 트라이아스기의 바다에 서식했던 긴 목을 가진 수생 원생공룡의 속이다. 이 속은 2003년에 리에 의해 이름이 붙여진 D. 오리엔티스의 종류와 유일한 알려진 종을 포함하고 있다.다른 목이 긴 원생공룡과는 달리 디노세팔로사우루스는 개별 경추의 연장이 아니라 각각 적당한 길이를 갖는 경추의 추가를 통해 긴 목을 융합적으로 진화시켰다. 그러나 다른 타니스트로페이드와 마찬가지로 디노세팔로사우루스는 목이 팽창하여 생긴 흡착제와 턱의 송곳니 같은 이빨을 이용하여 먹이를 잡기 위해 긴 목을 사용했을 것이다. 그것은 아마도 필요에 의해 바다 동물이었을 것인데 그것은 해변으로 가는 것을 막을 수 있는 오스가 서툴고 노들처럼 생긴 팔다리가 제안한 것이었다. 이 속에 속한 화석의 표본은 2002년에 중국 구이저우(九州) 신민(新民) 인근 지역에서 처음 발견됐다. 2억 4천 4백만 년 전으로 거슬러 올라가는 같은 지역에서 믹소사우루스, 게이추사우루스, 우멩고사우루스와 같은 다른 해양 파충류들도 발견되었다. 활자 표본은 두개골과 목 바로 앞부분으로 구성되었지만 추가 표본은 곧 신체의 완전한 형태를 드러냈다. 디노세팔로사우루스 표본에 대한 추가 발견은 2008년부터 중국 윈난성 루오핑에서 이루어졌다. 이 지역에서 디노세팔로사우루스는 믹소사우루스, 다이아노파치사우루스, 시노사우로스파르기스와 함께 살았을 것이다.루오핑 지역에서 발견된 한 표본은 복부 안에 태아를 보존하고 있는데 이는 디노세팔로사우루스가 다른 많은 해양 파충류들처럼 새끼를 낳았다는 것을 보여준다. 디노세팔로모포사우루스는 해양 크로코로모프류 집단인 메트리오린키드를 제외하고 살아있는 것으로 알려진 아크로모폴라 중 유일하게 알려져 있다. 디노세팔로사우루스는 어디서나 볼 수 있고 다양한 페모-트라이아스기 파충류 집단인 프로토로사우르시아의 일원으로 여겨진다. 이 임무는 짧고 좁은 후두부를 가진 낮고 좁은 두개골, 정면에 상대적인 긴 비음, 조갈의 축소된 역투영, 등골 척추뼈보다 긴 중앙을 가진 7개 이상의 경추의 존재, 체의 낮은 신경경추의 존재를 포함한 특징에 기초한다. 늑골, 긴 경추 늑골, 등부 중심과 관절하는 중심간 늑골의 부족, 그리고 상완골의 엔테피콘디라 포아멘의 부재. 이러한 특성은 타니스트로페우스, 마크로크네무스, 그리고 다른 원생공룡과 공유된다. 원시룡은 이전에는 도마뱀의 조상으로 여겨졌으나 이후 원시생성학적 분석 결과 이들이 사실상 비아공룡 아크로모프인 것으로 확인되었다. 원래 정의한 대로 프로토로사우르시아는 프로토로사우루스와 프롤라케르타가 포함된 집단을 지칭하며 '프로라케르티폼'과 동의어였다. 1997년에 고생물학자인 잘랄은 "프로라케르티폼"에 대한 분석을 실시했는데 이 분석은 그 정의를 타니스트로피아과를 포함한 14개의 제네라로 확대했다. 후속 연구에서는 프로토라코사우루스보다 아코사우루스목과 더 가까워 '프로라코르티목'이 비원균이 된다는 것이 일반적으로 밝혀져 왔다. 일부 연구에서 프로토로사우루스, 타니스트로피이드, 드류파노룡을 포함한 나머지 원시룡들이 단층집단을 형성하는지는 불분명하다. 다른 유전체들은 단핵생물과 비단핵생식 프로토로사우르시아 모두를 지지해 왔으며 후자 배열은 일반적으로 프로토로사우루스를 타니스트로페아과보다 더 기초적인 것으로 간주하고 있다. 디노세팔로사우루스에 대한 원래 설명에서 리는 후두부 지방과 긴 자궁경부 센트라를 타니스트로페우스와 밀접한 관계를 나타내는 것으로 인식했고 그로 인해 타니스트로페아과가 이를 배정하게 되었다. 그러나 리펠과 동료들은 이후 디노세팔로사우루스를 타니스트로피우스, 마크로크네무스, 랑고바르디사우루스, 타니트라헬로스 등 파생된 원생 공룡과 구별하는 특징에 주목했다. 이러한 특성에는 코 앞쪽 끝의 테이퍼링 부족과 아세트툼에 대한 일리움의 축소되지 않은 기여가 포함된다. 이로 인해 리펠과 동료들은 디노세팔로사우루스를 타니스트로페오루스보다 목이 길어지면서 공룡이 불확실한 원생공룡으로 간주하게 되었다. 잘릴(1997), 데이비드 딜크스(1998), 마이클 벤튼 & 재키 앨런(1997)의 별도 분석에서 도출된 데이터 집합을 바탕으로 한 그들의 계통생성 트리는 디노세팔로사우루스에 대한 근연종을 다루는 아래 왼쪽의 항목에서 재현된다. 류씨와 동료들은 2017년 별도의 계통생리학적 분석을 실시했다. 그들은 리펠과 동료들의 분석이 그들의 데이터에서 불필요하게 몇 개의 문자를 반복하여 분석에서 과도한 가중치를 부여하고 있다고 비판했다.류 사장과 동료들은 자체 분석에서 같은 소스 데이터세트를 사용했지만 반복된 캐릭터를 삭제했고 숀 모데스토와 한스 디터 수스(2004)의 분석에서 2개의 새로운 캐릭터를 추가했으며 코세사우루스, 카디마카라, 트라헬로사우루스, 말레리사우루스 등 보존 상태가 좋지 않거나 잠재적으로 키메라리가 세자를 제거했다. 파시모니와 베이지안 방법에 근거한 분석 결과 디노세팔로사우루스는 타니스트로피우스, 마크로크네무스, 랑고바르디사우루스, 타니트라헬로스 등이 포함된 쇄골의 자매 집단으로 타니스트로페아과(Tanystropheae)의 일원이었다. 이 분석은 프로라세르타의 배척에도 불구하고 단발성 프로토로사우르시아를 회복시켰다. 시모니를 기반으로 한 분석에서 나온 트리는 오른쪽 아래 항목에 재현되어 있다. 먹이로는 당대에 서식했던 물고기, 두족류, 갑각류, 작은 어룡 등을 잡아먹고 살았을 육식성의 포식자로 추정되는 종이다.

## 디노세팔로사우루스의 근연종들
디노세팔로사우루스의 근연종들에는 다음과 같은 종들이 있다. 크게 원생공룡류와 타니스트로피아과가 이곳에 모두 해당되며 이문단에서 디노세팔로사우루스의 근연종들을 전부 나열하였다.

### 원생공룡류
디노사우루스와 가까운 근연종들 중에서 원생공룡류에 속하는 종들을 나열한 곳이다.
- 제사이로사우루스

- 메갈란코사우루스

- 드레파노사우루스

- 발레사우루스

- 보레오프리스타

### 타니스트로피아과
디노사우루스와 가까운 근연종들 중에서 타니스트로피아과에 속하는 종들을 나열한 곳이다.
- 마크로크네무스

- 랑고바르디사우루스

- 타니스트로피우스

- 타니트라헬로스

- 디노세팔로사우루스

## 생존시기와 서식지와 화석의 발견
디노세팔로사우루스가 생존했던 시기는 중생대의 트라이아스기 후기로서 지금으로부터 2억년전~1억 8000만년전에 생존했던 종이다. 생존했던 시기에는 중국과 동남아시아를 중심으로 하는 인도양과 서부 태평양에서 주로 서식했던 어룡이다. 화석의 발견은 2003년에 중국의 트라이아스기에 형성된 지층에서 중국의 고생물학자인 리에 의하여 처음으로 화석이 발견되어 새롭게 명명된 종이다.

## 같이 보기
- 파충류
- 중생대
- 트라이아스기
- 기룡
- 화석